# Plecturocebus donacophilus
Callicebus donacophilus · Titi d'Orbigny
Espèce
Synonymes
- Callicebus (Callicebus) donacophilus (d'Orbigny, 1836)[2]
- Callicebus donacophilus donacophilus (d'Orbigny, 1836)[2]
- Callicebus donacophilus (d'Orbigny, 1836)[2]
- Callithrix donacophilus D'Orbigny, 1836[2]

Statut de conservation UICN

 LC  : Préoccupation mineure
Répartition géographique
Le Titi d'Orbigny (Plecturocebus donacophilus), est une espèce de primates de la famille des Pitheciidae, que l'on rencontre au Brésil et en Bolivie.

## Description

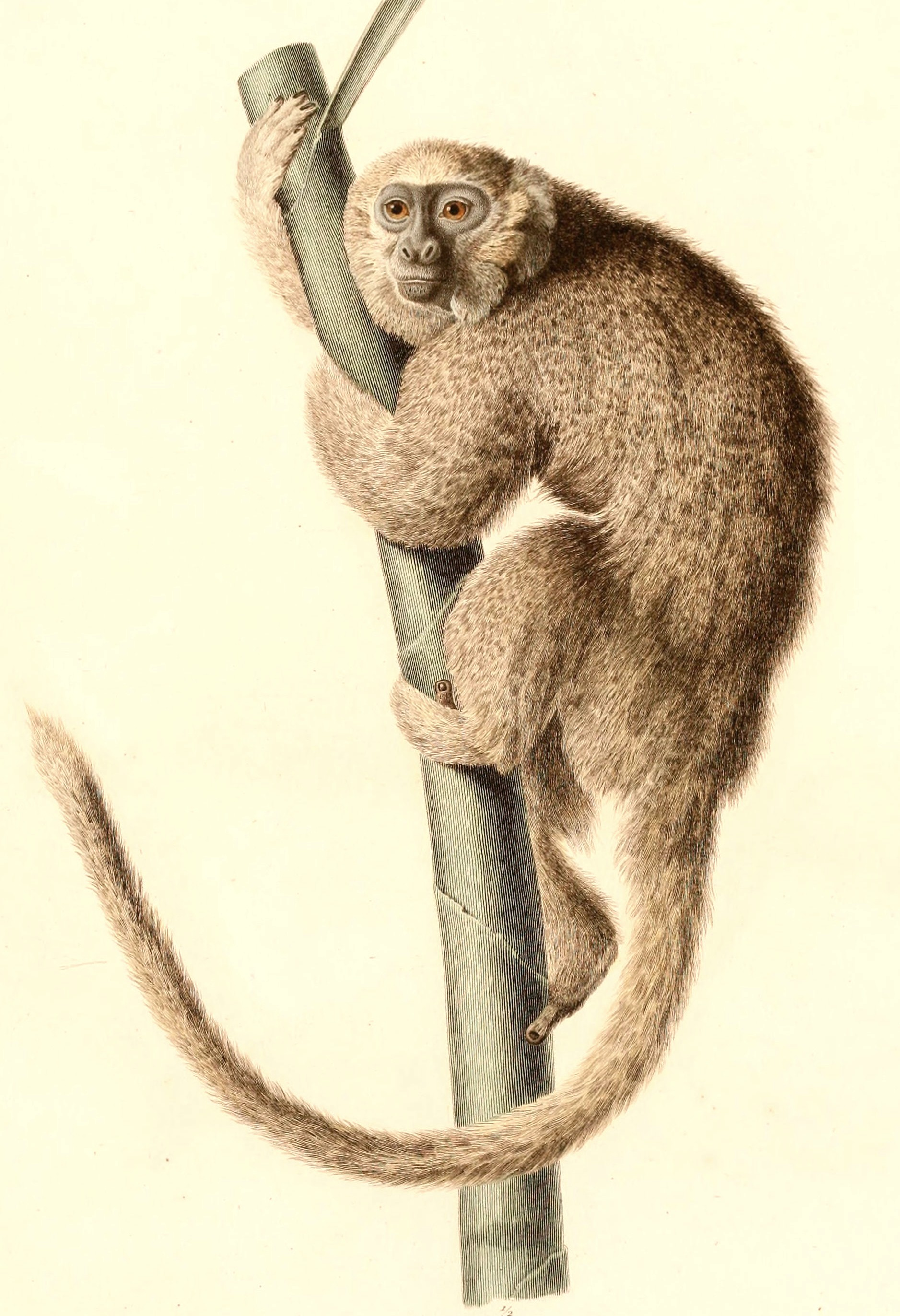
Planche zoologique de 1847
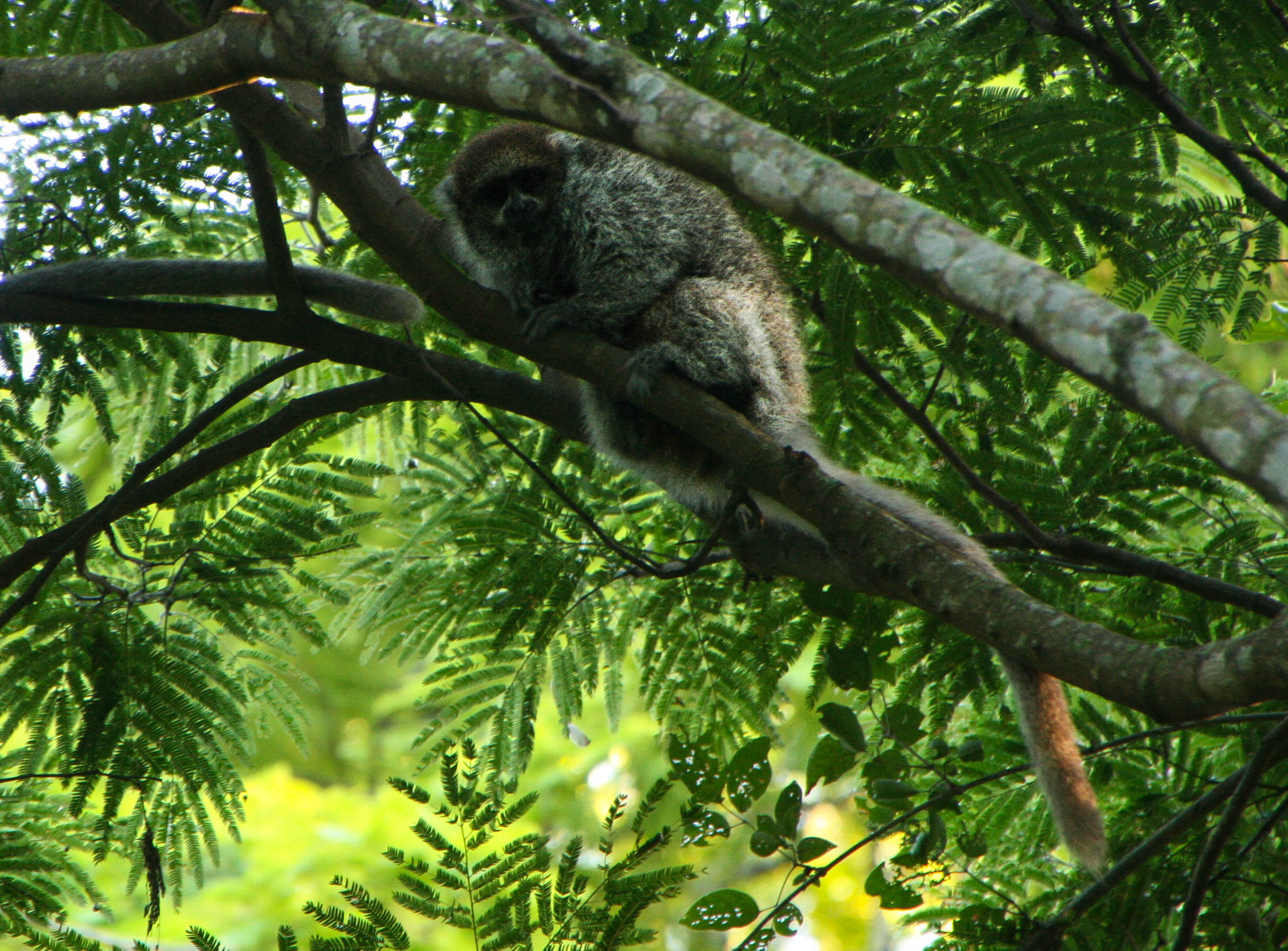
Individu vu de profil, en Bolivie
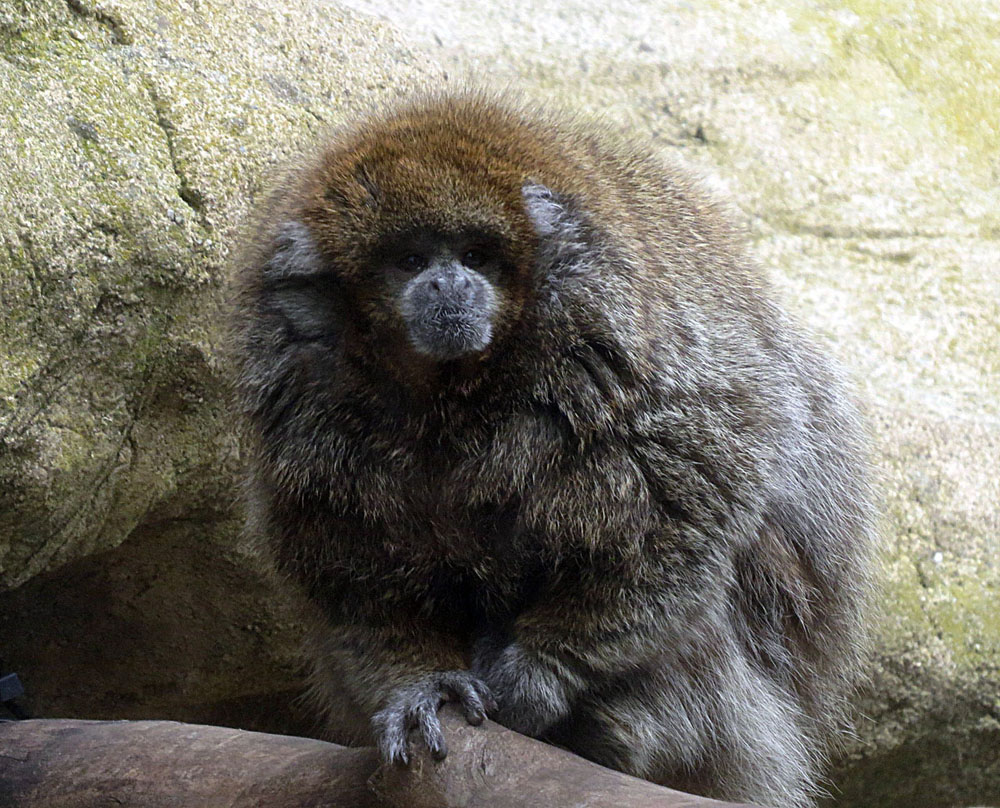
Face, en captivité
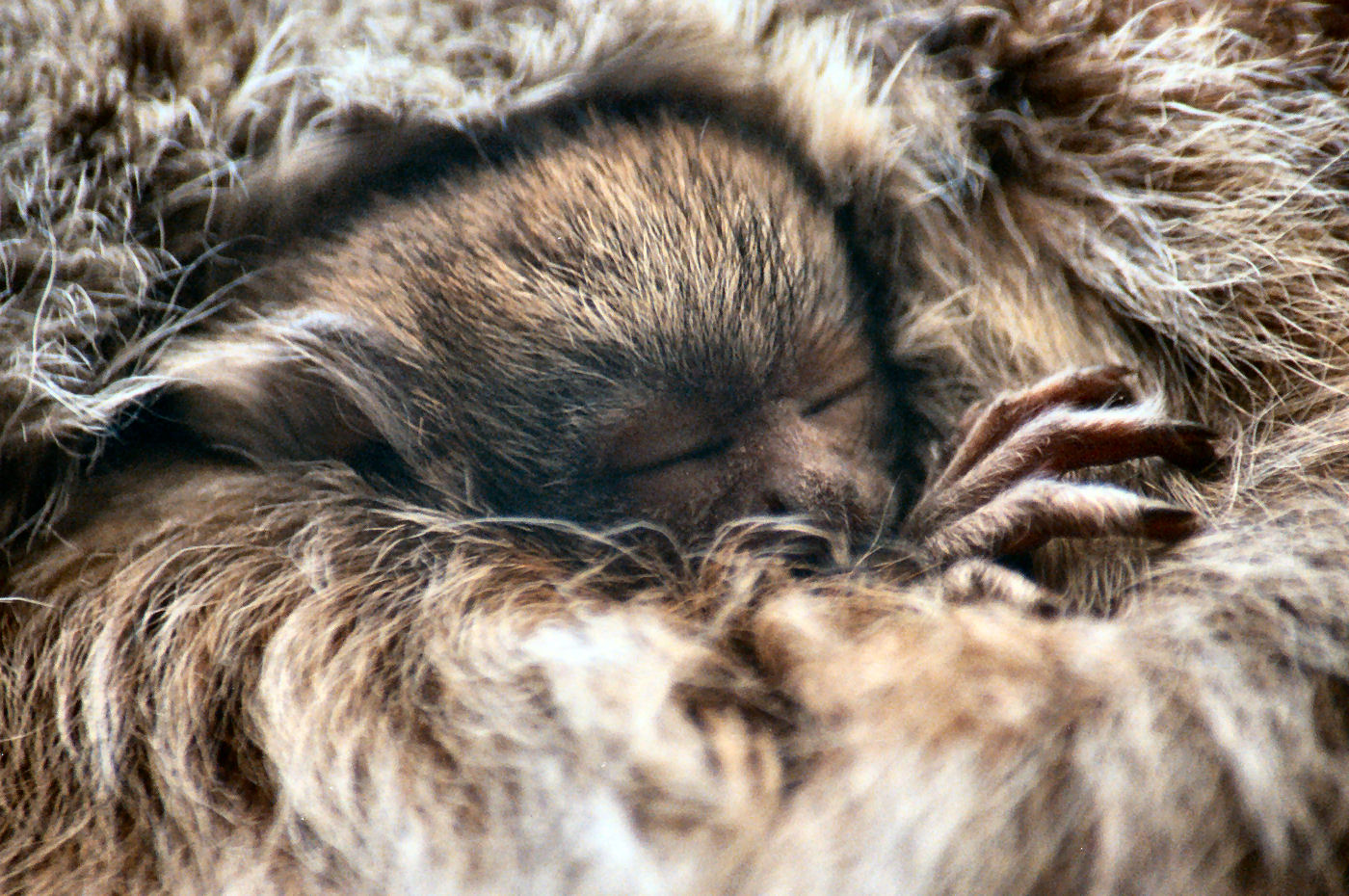
Juvénile

## Classification
Cette espèce a été décrite pour la première fois en 1836 par le naturaliste français Alcide Dessalines d'Orbigny (1802-1857), sous le basionyme de Callithrix donacophilus. Ceci explique le nom de vulgarisation en français, attribuant ce titi à d'Orbigny,.
L'espèce est ensuite recombinée dans le genre Callicebus, puis dans un nouveau genre, Plecturocebus, à la lumière des études phylogénétiques publiées en 2016-2017 par Byrne & al..